# Шевченківська премія — номінація «література»
В цьому списку представлено лауреатів Шевченківської премії в номінації «література».